# Jolly Jumps In
| Recensione | Giudizio |
| ---------- | -------- |
| AllMusic   |          |

Jolly Jumps In è il primo album come leader del pianista e fisarmonicista jazz statunitense Pete Jolly, pubblicato dalla casa discografica RCA Victor Records nell'agosto del 1955.

## Tracce

### LP
Lato A
1. Will You Still Be Mine (Pete Jolly Trio) – 3:55 (testo: Tom Adair – musica: Matt Dennis) – Registrato il 4 marzo 1955, Los Angeles, California
2. El Yorke (Pete Jolly Trio) – 3:35 (musica: Pete Jolly) – Registrato il 4 marzo 1955, Los Angeles, California
3. Jolly Jumps In (Pete Jolly Sextet) – 2:37 (musica: Jimmy Giuffre) – Registrato il 6 marzo 1955, Los Angeles, California
4. I've Got You Under My Skin (Pete Jolly Trio) – 3:34 (Cole Porter) – Registrato il 5 marzo 1955, Los Angeles, California
5. I'm with You (Pete Jolly Trio) – 2:44 (testo: Johnny Mercer – musica: Bobby Troup) – Registrato il 5 marzo 1955, Los Angeles, California
6. Pete's Meat (Pete Jolly Sextet) – 4:45 (musica: Shorty Rogers) – Registrato il 6 marzo 1955, Los Angeles, California

Lato B
1. It Might As Well Be Spring (Pete Jolly Trio) – 5:44 (testo: Oscar Hammerstein II – musica: Richard Rodgers) – Registrato il 4 marzo 1955, Los Angeles, California
2. Why Do I Love You (Pete Jolly Sextet) – 2:29 (testo: Oscar Hammerstein II – musica: Jerome Kern) – Registrato il 6 marzo 1955, Los Angeles, California
3. That's All (Pete Jolly Trio) – 3:23 (musica: Bob Haymes) – Registrato il 5 marzo 1955, Los Angeles, California
4. Jolly Lodger (Pete Jolly Trio) – 3:10 (musica: Pete Jolly) – Registrato il 5 marzo 1955, Los Angeles, California
5. Before and After (Pete Jolly Trio) – 3:16 (musica: Pete Jolly) – Registrato il 4 marzo 1955, Los Angeles, California

### CD
Edizione CD del 1998, pubblicato dalla RCA Records (74321125822)
1. Will You Still Be Mine? – 3:55 (testo: Tom Adair – musica: Matt Dennis)
2. El Yorke – 3:55 (musica: Pete Jolly)
3. Jolly Jumps In – 2:37 (musica: Jimmy Giuffre)
4. I've Got You Under My Skin – 3:34 (Cole Porter)
5. I'm with You – 2:44 (testo: Johnny Mercer – musica: Bobby Troup)
6. Pete's Meat – 4:45 (musica: Shorty Rogers)
7. It Might As Well Be Spring – 5:44 (testo: Oscar Hammerstein II – musica: Richard Rodgers)
8. Why Do I Love You? – 2:29 (testo: Oscar Hammerstein II – musica: Jerome Kern)
9. That's All – 3:23 (musica: Bob Haymes)
10. Jolly Lodger – 3:10 (musica: Pete Jolly)
11. Before and After – 3:16 (musica: Pete Jolly)
12. I Get a Kick Out of You – 5:50 (Cole Porter) – Traccia bonus - Registrato il 6 marzo 1955, Los Angeles, California

## Musicisti
Pete Jolly Trio
- Pete Jolly – pianoforte
- Curtis Counce – contrabbasso
- Shelly Manne – batteria

Pete Jolly Sextet
- Pete Jolly – accordion
- Shorty Rogers – tromba
- Jimmy Giuffre – sassofono baritono
- Howard Roberts – chitarra
- Curtis Counce – contrabbasso
- Shelly Manne – batteria

Note aggiuntive
- William Claxton – foto copertina album originale
- Shirley Hoskins Collins – note retrocopertina album[3]